# 長慶寺 (富士市)
長慶寺（ちょうけいじ）は、静岡県富士市森島にある日蓮宗の寺院。旧本山は実相寺。達師法縁。
富士市には実相寺の外、本照寺、本光寺、実円寺、円妙寺、園林寺、栄立寺、妙福寺、安立寺、蓮心寺、玄龍寺、立光寺等がある。

## 歴史
長慶天皇（南朝98代、1343年－1394年）を供養するため富士川の河原に創建された。富士川氾濫で流失し天明2年（1782年）頃佐野小十郎清網が加島陣屋に越任し中興開山に栄春院日光（11世）を迎えて再建復興された。安政元年11月4日（1854年12月23日）の安政東海地震で倒壊後に大正時代の台風でも倒壊したため旧地を売却して現在地に移転して再建された。

## 境内
- 本堂

## 歴代
- 栄春院日光

## アクセス
富士駅から南西方向へ徒歩10分。